# 真庭農業協同組合
真庭農業協同組合（まにわのうぎょうきょうどうくみあい、通称JAまにわ）は、岡山県真庭市に本所を置いていた農業協同組合である。
ATMでは、JAバンクのカードは稼働時間内の終日において、また三菱UFJ銀行のカードは平日のみにおいて、それぞれ自行扱いとなる。
また、家電販売事業でデオデオとフランチャイズ契約を締結し、デオデオファミリーショップ（DFS）JAまにわ落合店（あいあいタウン内）を運営している。

## 沿革
- 2006年4月1日 落合町農業協同組合（JA落合町）を合併。本所を旧JA落合町本所へ移転。旧本所は真庭出張所となった。
- 2020年（令和2年）4月1日 - 県内8農協による晴れの国岡山農業協同組合への合併に参加し、消滅[1]。

## 業務区域
- 岡山県真庭市（北房地区を除く）
- 岡山県真庭郡新庄村

## 拠点
- 本所・あいあいタウン
  - 岡山県真庭市落合垂水1064番地1
- 垂水支所
  - 岡山県真庭市落合垂水106番地
- 福田支所
  - 岡山県真庭市福田355番地41
- 美川支所
  - 岡山県真庭市一色127番地2
- 上河内支所
  - 岡山県真庭市上河内3404番地1
- 真庭出張所
  - 岡山県真庭市勝山812番地6
- 勝山支所（信用・共済窓口）
  - 岡山県真庭市勝山308番地
- 勝山支所（購買店舗）
  - 岡山県真庭市江川829番地1
- 久世支所
  - 岡山県真庭市久世2903番地1
- 美甘支所
  - 岡山県真庭市美甘3934番地
- 湯原支所
  - 岡山県真庭市久見90番地
- 本庄事業所（購買店舗のみ）
  - 岡山県真庭市本庄1331番地3
- 中和支所（ATMのみ）
  - 岡山県真庭市蒜山下和1820番地13
- 八束支所
  - 岡山県真庭市蒜山上長田490番地15
- 川上支所
  - 岡山県真庭市蒜山上福田751番地1
- 新庄支所（ATMのみ）
  - 岡山県真庭郡新庄村1161番地1

## 脚註
1. ↑  「ＪＡ晴れの国岡山」発足　県内８ＪＡ合併、組合員数全国１位山陽新聞 2020年04月01日